# Old Kea Church

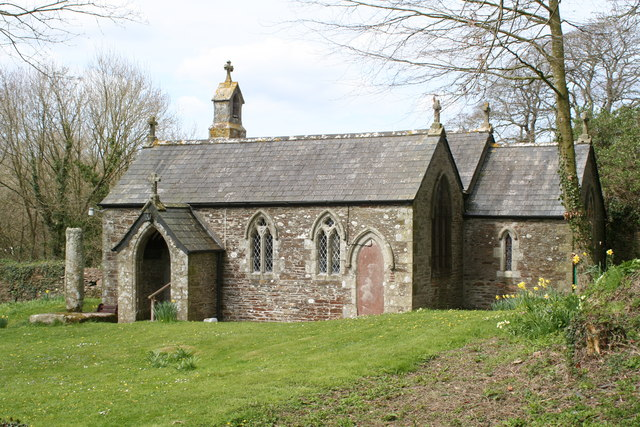
Die Old Kea Church

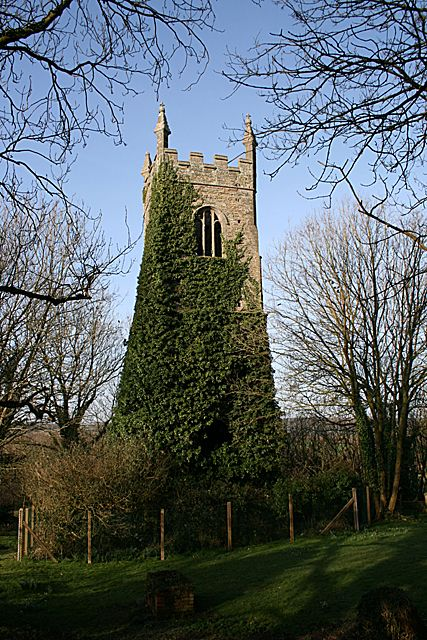
Der alte Kirchturm

Die Old Kea Church ist eine anglikanische Kirche der Church of England in der gleichnamigen kleinen Ortschaft südlich von Truro in Cornwall. Die Kirche ist seit 1986 als Kulturdenkmal der Kategorie Grade II eingestuft. Der frei stehende Kirchturm einer mittelalterlichen Vorgängerkirche auf dem Kirchhof ist seit 1967 als Kulturdenkmal der Kategorie Grade II* eingestuft. Der Turm ist eine weithin sichtbare Landmarke.

## Geschichte
Der Kirchenstandort geht vermutlich auf eine frühe keltische Klostergründung des heiligen Kea von Landkey aus dem 5. Jahrhundert zurück, dem die heutige Kirche auch geweiht ist. Von der mittelalterlichen St. Kea-Kirche hat sich lediglich der repräsentative spätgotische Kirchturm aus dem 15. Jahrhundert erhalten. Zum originalen Baubestand gehören ein Portal sowie ein Fenster darüber im Perpendicular Style. Das Obergeschoss mit Turmspitzen und Fensteröffnungen stellt vermutlich eine Arbeit des 17. Jahrhunderts in Neo-Perpendicular dar.
Die neugotische Kirche St. Kea nordöstlich des Turmes entstand 1862, mit Vergrößerungen 1869, als Ersatz für die mittelalterliche Kirche. Einzig der Turm blieb erhalten, weil sich der Earl of Falmouth, dem der Herrensitz Tregothnan auf der gegenüberliegenden Seite des Truro River gehörte, die Erhaltung des Blicks auf die Landmarke wünschte. Die neue Kirche selber entstand zunächst als einschiffige, langgezogene Saalkirche mit anschließendem, im Osten gerade geschlossenen Chorraum und einem Glockengiebel über der Westfassade. 1869 wurde dem Langhaus ein südliches Seitenschiff mit Vorhalle angefügt. Da sich der Dorfmittelpunkt weiter westlich verschoben hatte, wurde dort in New Kea 1894 eine neue anglikanische Pfarrkirche errichtet, die allen Heiligen als All Hallows Church geweiht wurde.